# Peri (Korsika)
Peri ist eine Gemeinde auf der französischen Mittelmeerinsel Korsika. Sie gehört zum Département Corse-du-Sud, zum Arrondissement Ajaccio und zum Kanton Gravona-Prunelli. Sie grenzt im Norden an Carbuccia, im Nordosten an Ucciani, im Osten an Bastelica, im Südosten an Tolla, im Süden an Cuttoli-Corticchiato, im Westen an Sarrola-Carcopino und im Nordwesten an Tavaco. Das Siedlungsgebiet liegt auf ungefähr 450 Metern über dem Meeresspiegel. Die Bewohner nennen sich „Un piracciu“ oder „Una piraccia“ (korsisch).

## Bevölkerungsentwicklung
| Jahr      | 1962 | 1968 | 1975 | 1982 | 1990 | 1999 | 2008 | 2012 |
| --------- | ---- | ---- | ---- | ---- | ---- | ---- | ---- | ---- |
| Einwohner | 487  | 493  | 507  | 626  | 924  | 1140 | 1635 | 1750 |